# Taiwan Semiconductor Manufacturing Company
Taiwan Semiconductor Manufacturing Company Limited (TSMC; eller Taiwan Semiconductor) er en taiwanesisk multinational mikrochips kontraktfremstiller og -designer. Det er verdens næstmest værdifulde halvleder-selskab, verden største dedikerede uafhængige ("pure-play") halvlederfabrik, og landets største selskab. Hovedkvarteret og den primære produktion foregår i Hsinchu Science Park i Hsinchu, Taiwan. Størstedelen af TSMC ejes af udenlandske investorer, og Taiwans regering er den største aktionær. I 2023 blev firmaet rangeret som nummer 44 på Forbes Global 2000.
Taiwans eksport af integrerede kredsløb beløb sig på $184 mia. i 2022, hvilket svarede til næsten 25% af Taiwans BNP. TSMC står for omkring 30% af Taiwan Stock Exchanges hovedindeks.
TSMC blev grundlagt i Taiwan i 1987 af Morris Chang som verdens første dedikerede halvlederfabrik. Det har været den førende inden for sit felt i mange år. Da Chang gik på pension i 2018, efter 31 år som leder for TSMC, blev Mark Liu formand og C. C. Wei blev CEO. Selskabet har været på Taiwan Stock Exchange (TWSE: 2330) siden 1993; i 1997 blev TSMC det første firma fra Taiwan, som kom på New York Stock Exchange (NYSE: TSM). Siden 1994 har TSMC haft en sammensat årlig vækstrate (CAGR) på 17,4% i omsætning og en CAGR på 16,1% i indtjening.
De fleste fabriksløse lavlederproducenter som AMD, Apple, ARM, Broadcom, Marvell, MediaTek, Qualcomm og Nvidia, er kunder hos TSMC, og det samme er selskaber som Allwinner Technology, HiSilicon, Spectra7 og UNISOC. Førende programmable logic device-selskaber Xilinx og tidligere Altera benytter også eller har tidligere benyttet TSMC's fabrikker. Nogle integrated device manufacturer der har deres egne halvlederfabrikker som Intel, NXP, STMicroelectronics og Texas Instruments, outsourcer dele af deres produktion til TSMC.